# Hippelates annotatus
Hippelates annotatus är en tvåvingeart som beskrevs av Becker 1912. Hippelates annotatus ingår i släktet Hippelates och familjen fritflugor. Inga underarter finns listade i Catalogue of Life.